# Сандпойнт (Айдахо)
Сандпойнт (англ. Sandpoint) — крупнейший город и административный центр округа Боннер , американского штата Айдахо. По данным переписи 2022 года, его население составляло 9777 человек.

## Население
| 2010 | 2020  |
| ---- | ----- |
| 7365 | ↗8639 |